# Buma in me zak
Buma in me zak is een nummer van de Nederlandse hiphopformatie De Jeugd van Tegenwoordig uit 2009. Het is de vierde single van hun tweede studioalbum De Machine.
Met de titel, waarin verwezen wordt naar Buma/Stemra, doelt De Jeugd van Tegenwoordig op al het geld dat ze binnenkrijgen zodra hun platen verkocht worden of op de radio worden gedraaid. In de vooral komisch bedoelde tekst wordt ook verwezen naar de VPRO en de EO, en naar de supermarktketens Lidl en Albert Heijn. "Buma in me zak" bereikte de 6e positie in de Nederlandse Tipparade, en de 21e positie in de Vlaamse Ultratop.
Voor de bijbehorende videoclip liet regisseur Maurice Trouwborst zich inspireren door de videoclip van Can You Feel It van The Jacksons.